# Діксон (округ, Небраска)
Шаблон:StateAbbr_ 42°30′ пн. ш. 96°52′ зх. д. / 42.5° пн. ш. 96.87° зх. д.
Округ Діксон (англ. Dixon County) — округ (графство) у штаті Небраска, США. Ідентифікатор округу 31051.

## Історія
Округ утворений 1856 року.

## Демографія
За даними перепису 
2000 року 
загальне населення округу становило 6339 осіб, усе сільське.
Серед мешканців округу чоловіків було 3145, а жінок — 3194. В окрузі було 2413 домогосподарства, 1706 родин, які мешкали в 2673 будинках.
Середній розмір родини становив 3,12.
Віковий розподіл населення поданий у таблиці:
| Стать    | До 15 років | 15-21 | 22-29 | 30-39 | 40-49 | 50-65 | 65-85 | Понад 85 |
| -------- | ----------- | ----- | ----- | ----- | ----- | ----- | ----- | -------- |
| Чоловіки | 755         | 303   | 257   | 369   | 509   | 485   | 422   | 45       |
| Жінки    | 661         | 304   | 238   | 388   | 471   | 448   | 526   | 158      |

## Суміжні округи
- Юніон, Південна Дакота — північний схід
- Дакота — схід
- Терстон — південний схід
- Вейн — південний захід
- Седар — захід
- Клей, Південна Дакота — північний захід

## Виноски
1. ↑  US Decennial Census. US Census Bureau. Архів оригіналу за 26 квітня 2015. Процитовано 6 грудня 2014.
2. ↑  Historical Census Browser. University of Virginia Library. Архів оригіналу за 11 серпня 2012. Процитовано 6 грудня 2014.
3. ↑  Population of Counties by Decennial Census: 1900 to 1990. US Census Bureau. Архів оригіналу за 27 квітня 2015. Процитовано 6 грудня 2014.
4. ↑  Census 2000 PHC-T-4. Ranking Tables for Counties: 1990 and 2000 (PDF). US Census Bureau. Архів оригіналу (PDF) за 18 грудня 2014. Процитовано 6 грудня 2014.
5. ↑  State & County QuickFacts. US Census Bureau. Архів оригіналу за 7 червня 2011. Процитовано 19 вересня 2013.(англ.) Наведено за англійською вікіпедією.
6. ↑  American FactFinder. Бюро перепису населення США. Архів оригіналу за 21 травня 2008. Процитовано 31 січня 2008.

| США | Це незавершена стаття з географії США. Ви можете допомогти проєкту, виправивши або дописавши її. |